# 不二薬品
不二薬品（ふじやくひん）は、かつて存在した医薬品・衛生材料・化粧品の卸売を中心とする日本の企業である。現在はメディセオ・パルタックホールディングスグループの一社エバルスである。医薬品の卸売手。

## 概要
- 本社 島根県益田市大栄
- 社長・椋圭三 取締役・田中親孝　藤田盛男　椋正一

## 沿革
- 1941年8月益田市駅前に「不二薬局」開局
- 1945年2月10日資本金150万円で「不二薬品株式会社」設立

## 営業所
- 島根県：益田市・浜田市
- 山口県：萩市

## 主な取引メーカー
- 藤沢薬品工業（現:アステラス製薬）
- 田辺製薬（現:田辺三菱製薬）
- 塩野義製薬
- 稲畑産業（現:大日本住友製薬）
- 萬有製薬等